# Indische Badmintonmeisterschaft 1983/84
Die Indische Badmintonmeisterschaft der Saison 1983/1984 fand Anfang 1984 in Pune statt. Es war die 48. Austragung der nationalen Titelkämpfe im Badminton in Indien.

## Finalergebnisse
| Disziplin    | Sieger                       | Finalist                    | Ergebnis   |
| ------------ | ---------------------------- | --------------------------- | ---------- |
| Herreneinzel | Syed Modi                    | Sanat Misra                 | 15-9, 15-8 |
| Dameneinzel  | Ami Ghia                     | Radhika Bose                |            |
| Herrendoppel | Leroy D’sa Sanat Misra       | Partho Ganguli Vikram Singh | 15-6, 15-5 |
| Damendoppel  | Radhika Bose Ami Ghia        | Amita Kulkarni Sudha Sharma |            |
| Mixed        | P. G. Chengappa Radhika Bose | Sanat Misra Madhumita Bisht |            |